# Rezzoaglio
Rezzoaglio (en ligur Rezoaggi, Rusagni en la variant local) és un comune italià, situat a la regió de la Ligúria i a la ciutat metropolitana de Gènova. El 2011 tenia 1.078 habitants.

## Geografia
Amb els seus 104,72 km² és el segon municipi més gran de la província, rere Gènova, i tercer de la Ligúria, després de Gènova i Varese Ligure. S'estén per l'àmplia vall del riu Aveto. Compta amb les frazioni d'Alpepiana, Brignole, Brugnoni, Cabanne, Ca' degli Alessandri, Ca' de Bertè, Calcinara, Calzagatta, Cardenosa, Casaleggio, Cascine, Cerisola, Cerro, Codorso, Cognoli, Costafigara, Ertola, Esola, Farfanosa, Garba, Ghierto, Gropparolo, Isoletta, Lago delle Lame, Lisorastro, Magnasco, Mandriole, Mileto, Molini, Monte, Noci, Parazzuolo, Pian di Fontana, Pianazze, Piandomestico, Villa Piano, Prato della casa, Priosa, Rezzoaglio Basso, Rocca, Roncopiano, Salto, Sbarbari, Scabbiamara, Segaglia, Tecchia, Ventarola, Vicomezzano, Vicosoprano, Villa Cella, Villa Cerro i Villanoce. Limita amb les comunes de Borzonasca, Favale di Malvaro, Ferriere, Fontanigorda, Lorsica, Montebruno, Orero, Ottone, Rovegno, San Colombano Certenoli i Santo Stefano d'Aveto.